# Cymodoce rubopunctata
Cymodoce rubopunctata là một loài chân đều trong họ Sphaeromatidae. Loài này được Grube miêu tả khoa học năm 1864.